# Teatro Regina Margherita (Barberino Val d'Elsa)
Il Teatro Regina Margherita è un teatro storico situato in località Marcialla nel comune di Barberino Val d'Elsa.
Un altro caso di piccolo teatro nato nel '700 che, dopo aver rischiato la rovina, è stato recuperato nel maggio del 2003 alla sua attività. Dopo essere stato a lungo chiuso per inagibilità, infatti, l'Amministrazione Comunale ne ha acquisito la proprietà e ha eseguito un consistente intervento di recupero che ha portato alla sua riapertura.
Nella sua attuale redazione questo spazio è destinato a spettacoli teatrali, concerti, mostre, incontri, convegni e a tutte quelle attività interessanti la crescita culturale e sociale della comunità con una particolare attenzione alle iniziative di formazione ed educazione alle forme teatrali.
Attualmente (2008) il teatro è gestito dall'Associazione Culturale Marcialla che lo anima con un calendario proporzionalmente ricco e variegato.

## Storia
Ricerche d'archivio hanno evidenziato l'esistenza di un'attività teatrale stabile in Marcialla già nel 1756, anche se notizie certe sull'immobile attuale si hanno solo a partire dal secolo successivo.
Il teatro visse un lungo periodo di intensa attività, sostenuto dall'interessamento di eminenti personaggi locali tra cui spiccò il nome del medico Vittorio Brandi, presidente della locale Società Filodrammatica, in connubio con la banda musicale locale.
Durante il ventennio fascista il teatro divenire uno spazio per il dopolavoro del Partito Nazionale Fascista; iniziò così il lungo periodo di decadenza che trasformò la struttura prima in un cinema, poi in un deposito di materiali, fino all'abbandono a seguito della rovina del tetto.

## Struttura
Concepito originariamente a pianta a U con palchettone, in epoca più recente, nel corso del suo adattamento a sala cinematografica, era stato pesantemente modificato nella fisionomia della platea a seguito dell'abbattimento dei due balconi laterali.
Un lungo lavoro di restauro conclusosi nel giugno 2003 ha restituito il teatro a nuova vita, salvando quel poco che era possibile recuperare delle strutture preesistenti e riorganizzando lo spazio all'interno del volume originale per garantire un palcoscenico più grande e servizi più funzionali.
Infatti il teatro è caratterizzato dalle ridotte dimensioni e dal fatto di essere incassato tra gli edifici di civile abitazione adiacenti senza soluzione di continuità e senza quasi richiami estetici, il tutto affacciato su uno stretto vicolo; un passante può facilmente procedere oltre senza notare alcunché.
Le dimensioni di circa 10 * 10 metri e l'altezza allineata con quella degli edifici adiacenti suggeriscono come originariamente la struttura fosse nient'altro che un normale terratetto, sventrato per ricavarne un teatro.